# 55-й Вирджинский пехотный полк
55-й Вирджинский добровольческий пехотный полк (55th Virginia Volunteer Infantry Regiment) был пехотным полком, набранным в штате Виргиния, в его прибрежной части, для службы в армии Конфедерации во время Гражданской войны в США. Он сражался в составе Северовирджинской армии, и участвовал почти во всех сражениях на Восточном Театре, в том числе в атаке Пикетта под Гетисбергом.

## Формирование
Первые роты полка были сформированы ещё летом 1860 года во время восстания Джона Брауна. Ещё 6 рот были сформированы после сражения за форт Самтер. В итоге полк насчитывал 8 рот:
- Рота A (Essex Artillery) — округ Эссекс
- Рота B (Middlesex Artillery) — округ Мидлэссекс
- Рота C (Middlesex Southerners) — округ Мидлэссекс
- Рота D (Essex Davis Rifles) — округ Эссекс
- Рота E (Westmoreland Greys) — округ Вестморлэнд
- Рота F (Essex Sharpshooters) — округ Эссекс
- Рота G (Essex Grays) — округ Эссекс
- Рота H (Middlesex Rifles) — округ Мидлэссекс

Рота С была набрана доктором Уильямом Кристианом, который был избран командиром всего полка. В сентябре 1861 года полк был включён в армию Конфедерации.

## Боевой путь
Весной 1862 года 55-й Вирджинский входил в состав бригады Чарльза Филда, которая считалась одной из лучших бригад в Северовирджинской армии и являлась частью знаменитой «Лёгкой дивизии Хилла». Бригада участвовала в Кампании в долине Шенандоа, а затем в Семидневной битве. Сражении при Глендейле был ранен полковник Уильям Кристиан, и командование принял полковник Фрэнсис Мэлори, причём генерал Эмброуз Хилл упомянул его в рапорте в числе иных отличившихся офицеров.
Бригада Филда принимала участие во Втором сражении при Булл-Ран, где был ранен сам Филд и бригаду передали полковнику Брокенбро. В сентябре 1862 она участвовала в Мерилендской кампании; в это время 55-м Вирджинским полком командовал майор Чарльз Лоусон. В ходе кампании бригада Брокенбро участвовала в осаде Харперс-Ферри, а в сражении при Энтитеме всерьёз задействована не была. Впоследствии, ввиду невысоких способностей полковника Брокенбро, боеспособность всех полков бригады постепенно падает.
Весной 1863 года полковник Мэллори был убит в сражении при Чанселорсвилле. В этом сражении были потеряны многие другие офицеры полка: подполковник Уильям Кристиан, майор Эндрю Саундерс и майор Эван Райс. Один из участников сражения потом вспоминал: «Потери: полковник убит, подполковник ранен, майор убит. Все капитаны, кроме одного, убиты или ранены. Все первые лейтенанты убиты или ранены. Все вторые лейтенанты, кроме четырёх, убиты или ранены. Треть всех рядовых убиты или ранены. И то, что осталось от 55-го вирджинского, теперь было под командованием адъютанта и четырёх вторых лейтенантов. Кардиган под Балаклавой оставил сотни пленными. Пикетт под Геттисбергом оставил сотни. Но каждый рядовой 55-го вирджинского, кто мог ходить, покинул поле боя».
В ходе геттисбергской кампании полком снова командовал полковник Уильям Кристиан и полк числился в бригаде Брокенбро. 30 июня полк был развернул в пикетную цепь на рубеже реки Марш-Крик. Когда бригада Петтигрю отправилась в Геттисберг, генерал Петтигрю обратился к полковнику Кристиану с просьбой присоединиться к бригаде, поскольку его люди были недостаточно опытны, и ему хотелось иметь при себе надёжный полк.
1 июля, во время атаки дивизии Хета на хребет Макферсона, бригада Брокенбро участвовала во второй фазе атаки. Полк атаковал позиции противника у фермы Макферсона. В то время в полку служил Ален Рэдвуд, знаменитый впоследствии художник, который много лет спустя изобразил эту атаку на картине. Во время той атаки полки бригады оказались под разным командованием: два полка возглавил Брокенбро, а два — полковник Майо. 55-й Вирджинский так и не получил приказа о наступлении, поэтому вынужден был практически бегом догонять остальные полки бригады.
На третий день сражения бригада Брокенбро участвовала в атаке Пикетта, где она стояла на левом фланге дивизии Петтигрю, причём 55-й вирджинский занимал крайний левый фланг бригады. После начала атаки бригада отстала от остальных частей дивизии, затем совсем остановилась и начала отступать.
14 июля 1863 года, в ходе отступления от Геттисберга, в плен попал Уильям Кристиан, командир полка. Он почти полгода провёл в лагере для военнопленных в Огайо.